# Polyommatus altivagans
Polyommatus altivagans is een vlinder uit de familie van de Lycaenidae. De wetenschappelijke naam van de soort is voor het eerst gepubliceerd in 1956 door Walter Forster.
De soort komt voor in Armenië.